# McCool
McCool è una città (town) degli Stati Uniti d'America, situata nella contea di Attala, nello Stato del Mississippi.